# 허재원
허재원(許宰源, 1984년 7월 1일~)는 대한민국의 축구 선수로, 수비수로 뛰었다.